# Wang Junxia
Wang Junxia (chin. upr. 王军霞, chin. trad. 王軍霞, pinyin Wáng Jūnxiá; ur. 19 stycznia 1973 w Jiaohe, Jilin) – chińska lekkoatletka, uprawiająca biegi długie. Rekordzistka świata na dystansach 3000 m i 10 000 m. Oba rekordy, z czego na 3000 m poprawiała dwukrotnie, ustanowiła w ciągu 5 dni we wrześniu 1993 roku.
Osiągnięcia Wang Junxia podawane są niekiedy w wątpliwość, podobnie jak wyniki innych chińskich biegaczek z tego okresu. Bowiem w ciągu dwóch dni pięć chińskich biegaczek (Wang Junxia, Qu Yunxia, Zhang Linli, Ma Liyan oraz Zhang Lirong) osiągnęło rezultaty lepsze od poprzedniego rekordu świata Tatiany Kazankiny. Na liście najlepszych czasów w historii tej konkurencji do tych pięciu zawodniczek należy 8 z 10 najszybszych biegów – wszystkie ustaniowione 12 i 13 września 1993. Dodatkowo Qu Yunxia 11 września 1993 ustanowiła rekord świata w biegu na 1500 m
Spośród nich jedynie Wang Junxi oraz Qu Yunxi udało się później potwierdzić te wyniki na ważnych imprezach międzynarodowych. Na Igrzyskach Olimpijskich w 1996 zdobyła złoty medal na 5000 m i srebrny na 10 000 m. Wang Junxia zdobyła też złoty medal na 10 000 m na mistrzostwach świata w 1993 roku.